# Herluf Bidstrup
Herluf Bidstrup   (Berlín, 10 de setembre de 1912 - Lillerød, 26 de desembre de 1988) va ser un dibuixant i il·lustrador danès.
Bidstrup va ser instruït com a pintor a la Reial Acadèmia de Belles Arts de Dinamarca i durant la seva carrera va dibuixar més de 5.000 historietes. Va ser un comunista molt preocupat amb els assumptes internacionals del seu temps i sàtira social. Així i tot, no tot el seu treball gira al voltant de política i ideologia.

## Obra d'art
Bidstrup va publicar els seus primers dibuixos en el seu aniversari de 20 anys en un diari danès notable, però havia exhibit ja en l'edat de 14 en l'exposició d'art d'uns nens a Copenhaguen.
Com a comunista, Bidstrup va dibuixar moltes historietes sobre política internacional i temes socials, així com els assumptes relacionats a l'efecte de Segona Guerra Mundial.
Bidstrup viatjava extensament durant la seva carrera, en particular als països socialistes del Bloc Oriental, més notablement Alemanya de l'Est i la Unió soviètica on ell producció pel·lícules animades i va exhibir les seves obres. Durant l'ocupació alemanya de Dinamarca en la Segona Guerra mundial vivia als EUA, i en aquest temps era entre els més populars artistes danesos sabuts a l'estranger. Els seus treballs són encara molt populars a Rússia i Xina avui.
A més de la seva producció prolífica d'historietes, Bidstrup també va produir cartells i va il·lustrar llibres, incloent els llibres dels nens, material educatiu i el seu propi travelogues. El seu llibre "Kinarejse" (1956) sobre els seus viatges a la Xina ha estat traduït en rus, xinès, alemany i anglès ("Herluf Bidstrup a la Xina").
Algunes de les seves obres d'art estan exhibides en el Museu del Treballador a Copenhaguen.